# Matt Malloy
Matt Malloy (Hamilton, 12 gennaio 1963) è un attore statunitense.
È noto per i suoi ruoli da caratterista in TV e al cinema, specie in quello indipendente americano degli anni novanta, del quale è stato definito «un attore cult», tra tutti quello del co-protagonista Howard ne Nella società degli uomini di Neil LaBute, al fianco di Aaron Eckhart e Stacy Edwards.

## Filmografia

### Cinema
- L'incredibile verità (The Unbelievable Truth), regia di Hal Hartley (1989)
- Basket Case 2, regia di Frank Henenlotter (1990)
- Trust - Fidati (Trust), regia di Hal Hartley (1990)
- Uomini semplici (Simple Men), regia di Hal Hartley (1992)
- Un uomo, una donna, una pistola (My New Gun), regia di Stacy Cochran (1992)
- Wind - Più forte del vento (Wind), regia di Carroll Ballard (1992)
- Fratelli di sangue (Handgun), regia di Whitney Ransick (1994)
- Mrs. Parker e il circolo vizioso (Mrs. Parker and the Vicious Circle), regia di Alan Rudolph (1994)
- Garden, regia di James Spione - cortometraggio (1994)
- Boys, regia di Stacy Cochran (1996)
- Nella società degli uomini (In the Company of Men), regia di Neil LaBute (1997) - anche produttore esecutivo
- Allarme mortale (The Alarmist), regia di Evan Dunsky (1997)
- Qualcosa è cambiato (As Good as It Gets), regia di James L. Brooks (1997)
- Happiness - Felicità (Happiness), regia di Todd Solondz (1998)
- Gli imbroglioni (The Impostors), regia di Stanley Tucci (1998)
- Armageddon - Giudizio finale (Armageddon), regia di Michael Bay (1998)
- Scherzi del cuore (Playing by Heart), regia di Willard Carroll (1998)
- La fortuna di Cookie (Cookie's Fortune), regia di Robert Altman (1999)
- Election, regia di Alexander Payne (1999)
- Bella da morire (Drop Dead Gorgeous), regia di Michael Patrick Jann (1999)
- Everything Put Together (Tutto sommato) (Everything Put Together), regia di Marc Forster (2000)
- Vendetta finale (South of Heaven, West of Hell), regia di Dwight Yoakam (2000)
- Hollywood, Vermont. (State and Main), regia di David Mamet (2000)
- Il dottor T e le donne (Dr. T & the Women), regia di Robert Altman (2000)
- Scoprendo Forrester (Finding Forrester), regia di Gus Van Sant (2000)
- Anniversary Party, regia di Alan Cumming e Jennifer Jason Leigh (2001)
- A.I. - Intelligenza artificiale (A.I. Artificial Intelligence), regia di Steven Spielberg (2001)
- Get Well Soon, regia di Justin McCarthy (2001)
- Ipotesi di reato (Changing Lanes), regia di Roger Michell (2002)
- Lontano dal paradiso (Far From Heaven), regia di Todd Haynes (2002)
- Il delitto Fitzgerald (The United States of Leland), regia di Matthew Ryan Hoge (2003)
- Elephant, regia di Gus Van Sant (2003)
- Calendar Girls, regia di Nigel Cole (2003)
- Spartan, regia di David Mamet (2004)
- La donna perfetta (The Stepford Wives), regia di Frank Oz (2004)
- Hitch - Lui sì che capisce le donne (Hitch), regia di Andy Tennant (2005)
- Lords of Dogtown, regia di Catherine Hardwicke (2005)
- Something New, regia di Sanaa Hamri (2006)
- Matrimonio per sbaglio (The Pleasure of Your Company), regia di Michael Ian Black (2006)
- Soffocare (Choke), regia di Clark Gregg (2008)
- Redbelt, regia di David Mamet (2008)
- Role Models, regia di David Wain (2008)
- Il cacciatore di ex (The Bounty Hunter), regia di Andy Tennant (2010)
- Il buongiorno del mattino (Morning Glory), regia di Roger Michell (2010)
- Arturo (Arthur), regia di Jason Winer (2011)
- A casa con Jeff (Jeff, Who Lives at Home), regia di Jay e Mark Duplass (2011)
- Night Moves, regia di Kelly Reichardt (2013)
- Two-Bit Waltz, regia di Clara Mamet (2014)
- Loving - L'amore deve nascere libero (Loving), regia di Jeff Nichols (2016)
- La battaglia dei sessi (Battle of the Sexes), regia di Jonathan Dayton e Valerie Faris (2017)
- Outside In, regia di Lynn Shelton (2017)
- Sierra Burgess è una sfigata (Sierra Burgess Is a Loser), regia di Ian Samuels (2018)
- Showing Up, regia di Kelly Reichardt (2022)

### Televisione
- The Caine Mutiny Court-Martial, regia di Robert Altman – film TV (1988)
- Tanner '88 – miniserie TV, 11 puntate (1988)
- Golden Years – miniserie TV, 1 puntata (1991)
- Surviving Desire, regia di Hal Hartley – film TV (1992)
- Law & Order - I due volti della giustizia (Law & Order) – serie TV, 5 episodi (1992-2009)
- Una strana coppia di detective (Bloodhounds), regia di Michael Katleman – film TV (1996)
- The Playroom, regia di James Spione – film TV (1996)
- Cracker – serie TV, episodio 1x03 (1997)
- The Practice - Professione avvocati (The Practice) – serie TV, episodio 2x08 (1997)
- C-16: FBI – serie TV, episodio 1x07 (1997)
- Spin City – serie TV, episodio 2x16 (1998)
- NYPD - New York Police Department (NYPD Blue) – serie TV, episodio 6x10 (1999)
- L'incredibile Michael (Now and Again) – serie TV, episodio 1x02 (1999)
- Squadra emergenza (Third Watch) – serie TV, episodio 1x08 (1999)
- Perfect Murder, Perfect Town: JonBenét and the City of Boulder – miniserie TV, 2 puntate (2000)
- The Great Gatsby, regia di Robert Markowitz – film TV (2000)
- Ultime dal cielo (Early Edition) – serie TV, episodio 4x19 (2000)
- Tutte le donne del Presidente (Running Mates), regia di Ron Lagomarsino – film TV (2000)
- Bette – serie TV, episodio 1x01 (2000)
- Ally McBeal – serie TV, episodio 4x03 (2000)
- Hamlet, regia di Campbell Scott ed Eric Simonson – film TV (2000)
- Streghe (Charmed) – serie TV, episodio 3x22 (2001)
- Enterprise – serie TV, episodio 1x19 (2002)
- Providence – serie TV, episodi 4x11-4x13-4x17 (2002)
- Philly – serie TV, episodio 1x22 (2002)
- Quello che gli uomini non dicono (The Mind of the Married Man) – serie TV, episodi 2x01-2x02 (2002)
- American Dreams – serie TV, episodio 1x07 (2002)
- Il tocco di un angelo (Touched by an Angel) – serie TV, episodio 9x10 (2002)
- Tremors - La serie (Tremors) – serie TV, episodio 1x03 (2003)
- Malcolm (Malcolm in the Middle) – serie TV, episodio 5x19 (2004)
- Six Feet Under – serie TV, 6 episodi (2004-2005)
- Tanner on Tanner – miniserie TV, 4 puntate (2004)
- Law & Order - Unità vittime speciali (Law & Order: Special Victims Unit) – serie TV, episodio 6x15 (2005)
- Franklin D. Roosevelt. Un uomo, un presidente (Warm Springs), regia di Joseph Sargent – film TV (2005)
- Dr. House - Medical Division (House M.D.) – serie TV, episodio 1x20 (2005)
- NCIS - Unità anticrimine (NCIS: Naval Criminal Investigative Service) – serie TV, episodio 3x09 (2005)
- Senza traccia (Without a Trace) – serie TV, episodio 4x10 (2005)
- Boston Legal – serie TV, episodio 2x20 (2006)
- West Wing - Tutti gli uomini del Presidente (The West Wing) – serie TV, episodio 7x21 (2006)
- Windfall – serie TV, episodio 1x01 (2006)
- The Unit – serie TV, episodi 1x01-2x01-2x22 (2006-2007)
- Medium – serie TV, episodio 3x02 (2006)
- CSI - Scena del crimine (CSI: Crime Scene Investigation) – serie TV, episodio 7x10 (2006)
- Lincoln Heights - Ritorno a casa (Lincoln Heights) – serie TV, episodio 1x05 (2007)
- Raines – serie TV, episodio 1x04 (2007)
- Numb3rs – serie TV, episodio 3x20 (2007)
- K-Ville – serie TV, episodio 1x08 (2007)
- Lie to Me – serie TV, episodio 1x03 (2009)
- Bones – serie TV, episodio 4x21 (2009)
- Desperate Housewives – serie TV, episodio 5x20 (2009)
- Hawthorne - Angeli in corsia (Hawthorne) – serie TV, episodi 1x02-1x05-1x09 (2009)
- The Mentalist – serie TV, episodio 2x16 (2010)
- Warren the Ape – serie TV, episodio 1x10 (2010)
- Law & Order: LA – serie TV, episodio 1x13 (2011)
- The Good Wife – serie TV, episodio 2x21 (2011)
- The Closer – serie TV, episodio 7x20 (2012)
- House of Lies – serie TV, episodio 2x09 (2013)
- Phil Spector, regia di David Mamet – film TV (2013)
- Alpha House – serie TV, 21 episodi (2013-2014)
- Modern Family – serie TV, episodio 4x23 (2013)
- Royal Pains – serie TV, episodi 5x10-5x11-5x12 (2013)
- Togetherness – serie TV, episodi 1x02-1x06 (2015)
- Extant – serie TV, episodi 2x06-2x07 (2015)
- Nonno all'improvviso (Grandfathered) – serie TV, episodio 1x05 (2015)
- Angie Tribeca – serie TV, episodio 2x05 (2016)
- Z - L'inizio di tutto (Z: The Beginning of Everything) – serie TV, episodi 1x05-1x06 (2017)
- Halt and Catch Fire – serie TV, episodio 4x09 (2017)
- Lethal Weapon – serie TV, episodio 2x13 (2018)
- Here and Now - Una famiglia americana (Here and Now) – serie TV, 4 episodi (2018)
- The Resident – serie TV, episodi 2x02-2x09 (2018)
- At Home with Amy Sedaris – serie TV, 9 episodi (2019-2020)
- Perry Mason – serie TV, episodi 1x01-1x04-1x05 (2020)
- B Positive – serie TV, episodio 1x14 (2020)
- The Blacklist – serie TV, episodi 9x01-9x02 (2021)
- The Sex Lives of College Girls – serie TV, episodi 1x03-1x10-2x07 (2021-2022)
- Gaslit – miniserie TV, 1 puntata (2022)
- I Love That for You – serie TV, 5 episodi (2022)
- Daily Alaskan (Alaska Daily) – serie TV, 11 episodi (2022-2023)

## Doppiatori italiani
Nelle versioni in italiano delle opere in cui ha recitato, Matt Malloy è stato doppiato da:
- Mino Caprio in Dr. House - Medical Division, Bones
- Gianni Quillico in Ally McBeal
- Dante Biagioni in Malcolm
- Franco Mannella in NCIS - Unità anticrimine
- Oliviero Dinelli in CSI - Scena del crimine
- Toni Orlandi in The Mentalist
- Vladimiro Conti in Desperate Housewives
- Guido Sagliocca in The Good Wife
- Angelo Nicotra in Il cacciatore di ex
- Roberto Stocchi in Perry Mason
- Teo Bellia in Daily Alaskan
- Ambrogio Colombo in Paradise